# Rafał Dutka
Rafał Dutka (* 14. August 1985 in Nowy Targ) ist ein ehemaliger polnischer Eishockeyspieler, der zuletzt bis bei Podhale Nowy Targ in der Ekstraliga unter Vertrag stand. Er wurde insgesamt fünfmal polnischer Meister.

## Karriere

### Club
Rafał Dutka begann seine Karriere als Eishockeyspieler in seiner Geburtsstadt beim polnischen Rekordmeister Podhale Nowy Targ. Zunächst im Jugendbereich des Vereins aus der Woiwodschaft Kleinpolen aktiv, absolvierte er in der Saison 2003/04 seine ersten Spiele im Erwachsenenbereich und gewann mit seinem Team sowohl den Polnischen Pokal als auch den Titel in der multinationalen Interliga. Auch 2005 gelang erneut der Pokalsieg. 2007 und 2010 wurde er mit Podhale Polnischer Meister. Nach dem Abstieg von Podhale Nowy Targ aus der Ekstraliga 2012 wechselte der Abwehrspieler nach Oberschlesien zum GKS Tychy. Ein Jahr später ging er zum Ekstraliga-Aufsteiger KTH Krynica, verließ den Verein jedoch bereits im Dezember 2013, nachdem der polnische Eishockeyverband ein Verfahren wegen Verstößen gegen Lizenzauflagen gegen den Verein eingeleitet hatte. Er wechselte zum KH Sanok, mit dem er noch in derselben Saison den polnischen Meistertitel erringen konnte. 2015 wechselte er zum KS Cracovia nach Krakau. Mit dem Klub gewann er 2016 und 2017 die polnische Meisterschaft und 2016 auch den nationalen Pokalwettbewerb. 2018 kehrte er zu Podhale Nowy Targ zurück, wo er 2019 seine Karriere beendete. Insgesamt absolvierte er mehr als 700 Spiele in der Ekstraliga.

### International
Für Polen nahm Dutka im Juniorenbereich an der Division I der U18-Junioren-Weltmeisterschaft 2003 sowie der Division II der U20-Junioren-Weltmeisterschaft 2004, als im heimischen Sosnowiec mit fünf deutlichen Siegen der Aufstieg in die Division I gelang, teil.
Sein Debüt in der Herren-Nationalmannschaft gab er erst im November 2008 bei der Olympiaqualifikation für die Spiele in Vancouver 2010. Beim Erstrundenturnier in Sanok konnte das polnische Team seinen Heimvorteil jedoch nicht nutzen und verlor das entscheidende Spiel zum Erreichen der zweiten Qualifikationsstufe gegen Japan mit 1:3. In den Folgejahren vertrat Dutka seine Farben bei den Division-I-Turnieren der Weltmeisterschaften 2010, 2011, 2013, 2014 und 2015. Zudem spielte er für Polen bei der Olympiaqualifikation für die Spiele in Sotschi 2014.

## Erfolge
- 2004 Polnischer Pokalsieger mit Podhale Nowy Targ
- 2004 Meister der Interliga mit Podhale Nowy Targ
- 2004 Aufstieg in die Division I bei der U20-Junioren-Weltmeisterschaft, Division II
- 2005 Polnischer Pokalsieger mit Podhale Nowy Targ
- 2007 Polnischer Meister mit Podhale Nowy Targ
- 2010 Polnischer Meister mit Podhale Nowy Targ
- 2014 Aufstieg in die Division I, Gruppe A, bei der Weltmeisterschaft der Division I, Gruppe B
- 2014 Polnischer Meister mit dem KH Sanok
- 2016 Polnischer Meister und Pokalsieger mit dem KS Cracovia
- 2017 Polnischer Meister mit dem KS Cracovia

## Ekstraliga-Statistik
(Stand: Ende der Spielzeit 2018/19)